# Grävarna
Grävarna (danska: Graverne) är en dansk kriminaldramaserie som hade premiär den 29 juli 2024 på danska TV2. Serien består av sex avsnitt och är skapad av Jenny Lund Madsen som även huvudförfattare till serien.

## Handling
Serien kretsar kring ett team av grävande journalister som arbetar på en prisbelönt TV-redaktion. När teamet får ett tips om omänskliga förhållanden på ett av landets fängelser leder spåren till den absoluta makteliten.

## Rollista (i urval)
- Mille Dinesen – Liv
- Søren Malling – Hansen
- Lila Nobel – Alice
- Afshin Firouzi – Adam
- Kenny Duerlund – Mathias
- Filippa Suenson – Kathrine
- Johanne Milland – Chris
- Clint Ruben – Frederik
- Boy Ewald – Esther